# Chalinula crassiloba
Chalinula crassiloba är en svampdjursart som först beskrevs av Jean-Baptiste Lamarck 1814.  Chalinula crassiloba ingår i släktet Chalinula och familjen Chalinidae. Inga underarter finns listade i Catalogue of Life.